# NGC 3159
NGC 3159 é uma galáxia elíptica (E2) localizada na direcção da constelação de Leo Minor. Possui uma declinação de +38° 39' 18" e uma ascensão recta de 10 horas, 13 minutos e 52,8 segundos.
A galáxia NGC 3159 foi descoberta em 1 de Fevereiro de 1886 por Guillaume Bigourdan.